# Riesenfingertier
Das Riesenfingertier  (Daubentonia robusta) ist eine ausgestorbene Primatenart. Es war nahe mit dem Fingertier verwandt, war aber deutlich größer.
Bislang wurden nur einige Knochen des Rumpfskelettes und einzelne Zähne entdeckt, die Funde deuten an, dass das Riesenfingertier um rund 30 % größer als sein heutiger Verwandter war. Sein Gewicht war Schätzungen zufolge drei- bis fünfmal so hoch und betrug durchschnittlich 13,5 Kilogramm.
Subfossile Überreste des Riesenfingertieres sind aus den südlichen und südwestlichen Regionen Madagaskars bekannt, aus Regionen, in denen das Fingertier nicht vorkommt. Sein Lebensraum war deutlich trockener als der des heutigen Tieres, über seine Lebensweise ist nichts bekannt.
Funde deuten an, dass die Zähne des Riesenfingertieres bearbeitet und zu Schmuckzwecken verwendet wurden, was darauf schließen lässt, dass die Art zumindest bis zur Ankunft der Menschen auf Madagaskar vor rund 1500 Jahren überlebt hat. Unklar ist, ob und in welchem Ausmaß menschliche Einflussnahmen für das Aussterben der Art verantwortlich sind.